# The Burning Heart
The Burning Heart er det fjerde studiealbum fra det svenske rockband Takida. Albummet kom ind på den svenske albumhitliste d. 5. august 2011 og toppede d. 12. august 2011. Den 27. januar 2012 havde albummet været på listen i 26 uger. Albummet solgte guld i Sverige. Singlen "You Learn" solgte tredobbelt platin i Sverige.

## Spor
1. "Haven Stay"
2. "Willow And Dead"
3. "In The Water"
4. "Was It I?"
5. "Fire Away"
6. "The Artist"
7. "Ending Is Love"
8. "The Fear "
9. "The Burning Heart "
10. "Silence Calls (You and I)"
11. "It's My Life"
12. "You Learn"